# Kozojídky

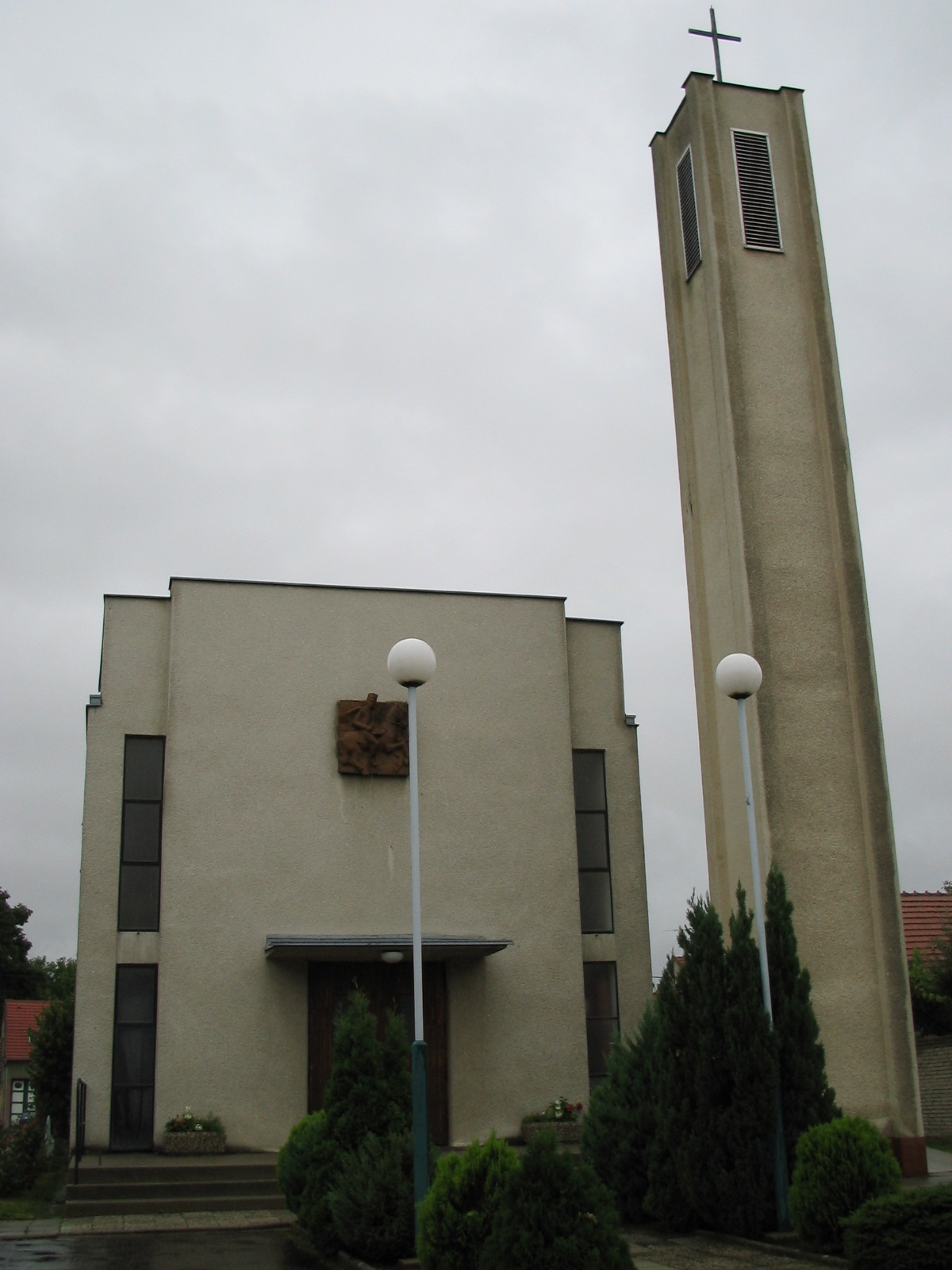
Kapelle des hl. Martin

Kozojídky (deutsch Klein Kosojed, früher Kozogidek) ist eine Gemeinde in Tschechien. Sie liegt vier Kilometer südlich von Veselí nad Moravou und gehört zum Okres Hodonín.

## Geographie
Kozojídky befindet sich im Dolnomoravský úval (Südliches Marchbecken) am Bach Kozojídka. Östlich erhebt sich der Radošov (244 m) und im Westen der Drážky (227 m).
Nachbarorte sind Veselí nad Moravou im Norden, Blatnice pod Svatým Antonínkem im Nordosten, Louka im Osten, Lipov, Tasov und Hroznová Lhota im Südosten, Kněždub im Süden, Žeraviny und Strážnice im Südwesten, Lidéřovice im Westen sowie Vnorovy und Zarazice im Nordwesten.

## Geschichte
Die erste schriftliche Erwähnung des zur Herrschaft Veselí gehörigen Dorfes erfolgte 1490 als Besitz des Mikuláš von Vojslavice. Im Jahre 1502 überschrieb Jan von Kunovice die Güter in Kozogitky seiner Frau Barbara von Proskau als Morgengabe. Jan von Kunovice begründete 1511 die ausgedehnte Herrschaft Ostroh, zu der auch Kozojídky hinzukam. Im 16. Jahrhundert wurde das Dorf als Cozogidek bzw. Kozogiedek bezeichnet. Nach der Schlacht am Weißen Berg wurden die Güter des aufständischen Jan Bernart von Kunovice konfisziert und 1625 an Gundaker von Liechtenstein verkauft. Im Hufenregister von 1656 sind für Kozojídky 25 Anwesen ausgewiesen, von denen vier wüst lagen. 1671 war Kozojídky vollständig wiederbesiedelt und bestand aus fünf Hüfnerstellen, elf Halbhüfnern und fünf Häuslern. Jeweils zwei Halbhüfner- und Häuslerstellen galten zu dieser Zeit als neu besiedelt. Im Jahre 1671 wurde das Dorf als Kozogideck und 1720 als Kozogedek bezeichnet. Das älteste Ortssiegel stammt aus dem Jahre 1726. Die Grundbücher werden seit 1727 geführt. Im Jahre 1843 hatte der Ort 294 Einwohner. In Kozojídky bestand zu dieser Zeit eine Brennerei. 1846 waren die Namensformen Kozogedek, Kozogidek und Kozogjdky gebräuchlich. Bis zur Mitte des 19. Jahrhunderts blieb das Dorf immer nach Ostroh untertänig. Pfarr- und Schulort war Hroznová Lhota.
Nach der Ablösung der Patrimonialherrschaften bildete Kozojídky mit Žeraviny ab 1850 eine Gemeinde Žeraviny-Kozojídky in der Bezirkshauptmannschaft Hradisch und dem Gerichtsbezirk Strážnice. 1867 trennten sich beide Ortschaften und bildeten eigene Gemeinden. Im Jahr darauf wurde das Dorf dem Bezirk Göding zugeordnet. 1872 wurde der Ort als Kozoidek und Kozojídek bezeichnet. Im Jahre 1880 hatte das Dorf 277 durchweg tschechische Einwohner und bestand aus 47 Häusern. Ab 1893 bestanden die Namensformen Kozojídek und  Kozojídky. 1911 wurde in Kozojídky eine eigene Dorfschule eingeweiht. 1921 lebten in den 80 Häusern des Dorfes 344 Personen. Im Jahre 1930 war Kozojídky auf 84 Häuser angewachsen und hatte 330 Einwohner. 1950 lebten in dem Dorf 356 Menschen. Zwischen 1949 und 1960 gehörte die Gemeinde zum Okres Veselí nad Moravou und kam nach dessen Auflösung wieder zum Okres Hodonín zurück. Zwischen 1980 und 1990 war Kozojídky nach Hroznová Lhota eingemeindet. Die Gemeinde führt ein Wappen und Banner.

## Gemeindegliederung
Für die Gemeinde Kozojídky sind keine Ortsteile ausgewiesen.

## Sehenswürdigkeiten
- Kapelle des hl. Martin, erbaut 1971
- Glockenturm
- Weinkellerzeile Kříb

## Söhne und Töchter der Gemeinde
- Karel Benedík (1923–1997), Maler